# Scott Adkins
Scott Adkins (Sutton Coldfield, Inglaterra, 17 de junio de 1976) es un actor de cine y televisión y artista marcial británico, conocido por interpretar el papel de Yuri Boyka en las películas de acción Undisputed II: Last Man Standing (2006), Undisputed III: Redemption (2010) y Boyka: Invicto IV (2016). También trabajó como doble en la película X-Men Origins: Wolverine en las escenas de acción que el actor Ryan Reynolds no podía realizar en 2009.

## Primeros años
Scott Edward Adkins nació en Sutton Coldfield, una ciudad dentro de Birmingham (Inglaterra) el 17 de junio de 1976 en el seno de una familia de carniceros. Sus padres son John y Janet Adkins y tiene un hermano mayor llamado Craig. Una de sus bisabuelas era española que emigró al Reino Unido.[cita requerida]
Se interesó por primera vez en las artes marciales a la edad de diez años cuando visitó un club de judo local con su padre y su hermano mayor. Después de que le robaran a los 13 años, su interés por las artes marciales creció aún más. Ese mismo año comenzó a practicar Taekwondo. Desde la edad de 16 años también comenzó a practicar Kick boxing con Anthony Jones, y eventualmente se convirtió en instructor de kick boxing para la Asociación Profesional de Karate. Dirigía clases en Fitness First en Bearwood (Smethwick) una vez a la semana. También tiene experiencia en Ninjutsu, Krav Maga, Karate, Wushu, Jiu-jitsu brasileño, Jūjutsu, Muay thai, Capoeira, Taichí y Gimnasia.

## Carrera profesional
Su primera oportunidad llegó cuando le ofrecieron un papel en una película de artes marciales de Hong Kong llamada Dei Seung Chui Keung (2001) (también conocido como Extreme Challenge). Visto por el director de la Asociación de Dobles de Hong Kong y el director Wei Tung y el experto en cine de Hong Kong nacido en Inglaterra Bey Logan, Adkins se encontró en el Este por primera vez. Tuvo la oportunidad de trabajar con algunos de los principales directores de acción del cine de dicho país, incluidos Yuen Woo-ping, Corey Yuen, Sammo Hung y Jackie Chan. Pronto comenzaron a aparecer papeles de actuación y se le ofreció un papel de invitado en Doctors (2000) de la BBC filmada en el Pebble Mill de Birmingham. Apareció en algunos episodios de la serie televisiva de BBC EastEnders (2003) y City Central (1999), y un papel principal en la comedia dramática de Sky One Mile High (2003), seguido de un papel regular en Holby City también de la BBC (2006) como Bradley Hume, el asistente del gerente general de Holby General.
Pronto siguieron papeles protagonistas en largometrajes con su interpretación de Talbot en Special Forces (2003) y Yuri Boyka en Undisputed II: Last Man Standing (2006), fue esta película la que lo llevó a la corriente principal con su interpretación villana del luchador clandestino ruso de la MMA. Después de esto tuvo papeles de estrella invitada en películas de mayor presupuesto como The Bourne Ultimatum (2007) y The Tournament (2009), e interpretó al principal adversario de Jean-Claude Van Damme en la película de Sony Pictures The Shepherd: Border Patrol (2008). Compartió el papel de Arma XI con Ryan Reynolds en X-Men Origins: Wolverine (2009). También aparece en el papel del rey Amphitryon en The Legend of Hercules.
En 2012 fue elegido para protagonizar Métal Hurlant Chronicles, una adaptación televisiva del popular cómic francés Métal hurlant.
Adkins se reunió con el coreógrafo de acción Yuen Woo-ping en 2019 cuando actuó junto a Donnie Yen en Ip Man 4 como el principal antagonista Barton Geddes, un sargento de artillería de la Marina. Según Adkins, Yen le pidió personalmente que protagonizara la película.

## Filmografía

### Películas
| Películas | Películas                           | Películas                           | Películas |
| Año       | Título                              | Papel                               | Notas |
| --------- | ----------------------------------- | ----------------------------------- | --- |
| 2001      | Espía por accidente                 | Guardaespaldas de Lee / Líder turco | Acreditado como Scott Edward Adkins y primer trabajo con Jackie Chan |
| 2001      | Pure Vengeance                      | Danny                               | Corto |
| 2001      | Dei seung chui keung                | Isaac Borman                        | |
| 2002      | Black Mask 2: City of Masks         | Dr. Lang                            | |
| 2003      | Special Forces                      | Talbot                              | Primer trabajo con Isaac Florentine |
| 2003      | El poder del talismán               | Esbirro de Snakehead                | Segundo trabajo con Jackie Chan |
| 2005      | Danny the Dog                       | Swimming Pool Fighter               | Primer trabajo con Jet Li |
| 2005      | Pit Fighter                         | Nathan                              | Primer trabajo con Jesse V. Johnson |
| 2006      | La Pantera Rosa                     | Futbolista                          | Primer trabajo con Jason statham |
| 2006      | Undisputed II: Last Man Standing    | Yuri Boyka                          | Segundo trabajo con Isaac Florentine |
| 2007      | The Bourne Ultimatum                | Agente Kiley                        | |
| 2008      | The Shepherd: Border Patrol         | Karp                                | Primer trabajo con Jean-Claude Van Damme, tercer trabajo con Isaac Florentine |
| 2008      | Stag Night                          | Carl                                | |
| 2009      | X-Men Origins: Wolverine            | Weapon XI                           | Rol compartido con Ryan Reynolds. Primer trabajo en el universo cinematográfrico Marvel.                                                                                            |
| 2009      | The Tournament                      | Yuri Petrov                         | |
| 2010      | Stag Night                          | Carl                                | |
| 2010      | Ninja                               | Casey Bowman                        | Cuarto trabajo con Isaac Florentine |
| 2010      | Undisputed III: Redemption          | Yuri Boyka                          | Quinto trabajo con Isaac Florentine |
| 2010      | The Town                            | Russian Gang Leader                 | |
| 2011      | Assassination Games                 | Roland Flint                        | Segundo trabajo con Jean-Claude Van Damme |
| 2012      | Re-Kill                             | Parker                              | |
| 2012      | Universal Soldier: Day of Reckoning | John                                | Tercer trabajo con Jean-Claude Van Damme y primer trabajo con Dolph Lundgren |
| 2012      | El Gringo                           | The Man                             | Sexto trabajo con Isaac Florentine |
| 2012      | The Expendables 2                   | Hector                              | Cuarto trabajo con Jean-Claude Van Damme, segundo trabajo con Jet Li, segundo trabajo con Dolph Lundgren, segundo trabajo con Jason Statham y primer trabajo con Sylvester Stallone |
| 2012      | La noche más oscura                 | John                                | |
| 2013      | Legendary                           | Travis Preston                      | Tercer trabajo con Dolph Lundgren |
| 2013      | Ninja 2                             | Casey Bowman                        | Séptimo trabajo con Isaac Florentine |
| 2013      | Green street hooligans: Underground | Danny                               | |
| 2013      | Distant Shore                       | ---                                 | |
| 2014      | The Legend of Hercules              | Rey Anfitrión                       | |
| 2014      | Wolf Warrior                        | Tomcat                              | |
| 2015      | Zero Tolerance                      | Steven                              | |
| 2015      | Close Range                         | Colton MacReady                     | Octavo trabajo con Isaac Florentine |
| 2016      | Hard Target 2                       | Wes Baylor                          | |
| 2016      | Eliminators                         | Thomas McKenzie / Martin Parker     | |
| 2016      | Grimsby                             | Pavel Lukashenko                    | |
| 2016      | Doctor Strange                      | Lucian Aster                        | Segundo trabajo en el universo cinematográfrico Marvel. |
| 2016      | Boyka: Invicto IV                   | Yuri Boyka                          | Noveno trabajo con Isaac Florentine |
| 2016      | Criminal                            | Pete Greensleeves                   | |
| 2016      | Home Invasion                       | Heflin                              | |
| 2017      | Savage Dog                          | Martin Tillman                      | Segundo trabajo con Jesse V. Johnson |
| 2017      | American Assassin                   | Víctor                              | |
| 2018      | Accident Man                        | Mike Fallon                         | Tercer trabajo con Jesse V. Johnson |
| 2018      | The Debt Collector                  | French                              | Cuarto trabajo con Jesse V. Johnson |
| 2018      | Incoming                            | Reiser                              | |
| 2018      | Karmouz War                         | Crazy officer                       | |
| 2019      | Abduction                           | Quinn                               | |
| 2019      | Ip Man 4                            | Barton Geddes                       | Primer trabajo con Donnie Yen |
| 2020      | The Debt Collector 2                | French                              | |
| 2020      | Legacy of lies                      | Martin Baxter                       | |
| 2020      | Max Cloud                           | Max Cloud                           | |
| 2021      | One Shot                            | Jake Harris                         | |
| 2021      | Castle Falls                        | Mike Wade                           | |
| 2022      | Day Shift                           | Diran Nazarian                      | |
| 2022      | Accident Man: Hitman's Holiday      | Mike Fallon                         | |
| 2023      | John Wick: Chapter 4                | Killa Harkan                        | |
| 2024      | One More Shot                       | Jake Harris                         | |

### Televisión
| Televisión | Televisión               | Televisión   | Televisión      |
| Año        | Título                   | Papel        | Notas           |
| ---------- | ------------------------ | ------------ | --------------- |
| 1998       | Dangerfield              |              |                 |
| 1999       | Central City             | Jake Clanton | Un episodio     |
| 2000       | Doctors                  | Ross         | Tres episodios  |
| 2001       | The Big Breakfast        | El mismo     | Un episodio     |
| 2002       | Mutant X                 | Marko        | Un episodio     |
| 2003       | EastEnders               | Joel         | Seis episodios  |
| 2005       | Mile High                | Ed Russel    | Doce episodios  |
| 2005       | Hollyoaks: Let Loose     | Ryan         | Dos episodio    |
| 2006       | Holby City               | Bradley Hume | Nueve episodios |
| 2007       | Gossip Girl              | Bate Men     |                 |
| 2011       | Metal Hurlant Chronicles | Guillame     | Un episodio     |

## Premios y nominaciones
| Año  | Nominación                 | Premio                          | Categoría                         | Resultado |
| ---- | -------------------------- | ------------------------------- | --------------------------------- | --------- |
| 2010 | Undisputed III: Redemption | Action on Film Award            | Estrella de acción emergente      | Ganador   |
| 2017 | Boyka: Invicto IV          | Jackie Chan Action Movie Awards | Mejor pelea                       | Ganador   |
| 2017 | Boyka: Invicto IV          | Jackie Chan Action Movie Awards | Mejor actor de película de acción | Ganador   |